# Valeryja Berežynska
Valeryja Andriïvna Berežynska (in ucraino Валерия Андріївна Бережинска?; Mykolaïv, 10 aprile 1986) è un'ex cestista ucraina, professionista nella WNBA.

## Carriera
È stata selezionata dalle Detroit Shock al terzo giro del Draft WNBA 2008 (42ª scelta assoluta).
Con l'Ucraina ha disputato i Campionati europei del 2009.